# 神経質
神経質（しんけいしつ、英:nervousness）とは、精神医学の概念で、普通神経質といわれる不眠、めまい、頭痛、脱力感、注意散漫、取越し苦労などを主症状とするものと、強迫神経症である対人恐怖、不潔恐怖、疾病恐怖、尖鋭恐怖、広場恐怖など、さらに不安、心悸亢進、呼吸困難などを発作的に繰り返す発作性神経症（パニック障害）の3つのタイプがあり、日本では精神科医の森田正馬が研究、提唱した。また世間で一般的に使用されるのは、情緒不安定や些細なことを気にする性格や、取り越し苦労をしやすい気質（神経質傾向＝ヒポコンドリー性基調）をさす場合が多い

## 森田理論

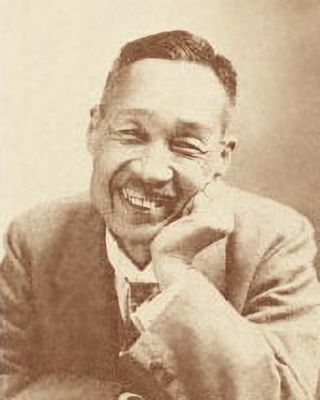
森田正馬

かつては神経衰弱と呼びならわされてきたものを、森田は神経質と呼び変えた。神経衰弱という病名は、アメリカのベアードが名づけたもので、複雑な生活に起因する文化病や、心身や過労が原因で起こるといった説が主流であったが、森田はこれらを否定した。また治療法として物質的あるいは精神的な多くの治療法が試みられたが、それらで治ることはなく一見治ったように見えても再発し慢性化すると主張した。森田は神経質は神経の衰弱 から起こるものではなく、ある特殊の気質の人に起こるあくまでも精神的なものと捉え、これを『神経質』と名づけて、神経衰弱という病名を否定した。病気ではないため、病気として治療しようとしても決して治らず、健康者として扱えば容易に治るとした。
神経質から起こる症状は実に様々で、頭痛、癇癪に始まり、不眠、めまい、心悸亢進、脈摶結帯、耳鳴り、胃アトニー、下痢・便秘、腰痛、性機能障害、書痙、頭がぼんやりする、あるいは赤面恐怖、不潔恐怖をはじめとする強迫観念などをあげた。こうした症状は、特に患者が過敏な神経を持っているとか神経衰弱であるとか意志薄弱、あるいは精神の変質であるといったことではなく、誰にでも起こりうるある機会に不快の感覚をふと気にしだしたことから起こる取り越し苦労のようなものと考え、自己観察が強すぎ、そのことに執着することでさらに不快感が増す結果起こる現象と考えた。例えて、悪い夢を見ているときのように実体のないものを、本人にはあたかも実際の重い病気にかかっているような苦悩にかられている状態と説明している。
「従来の医学では身体の変態、異常から他動的に起こると考えられていたが、実は自分自身の心から自動的に起こることである」とし、森田は自らのこの観察の発見をコペルニクスの地動説にも比較することができると説明した。また、この理論により神経質患者が愁訴する様々な難解とも見える複雑な症状が簡単に説明できるとし、また簡単に全治させることが可能とした。これを森田は一朝一夕に実現できたものではなく、24年間の試行錯誤の末に初めてなしえたと講義している。